# 향교

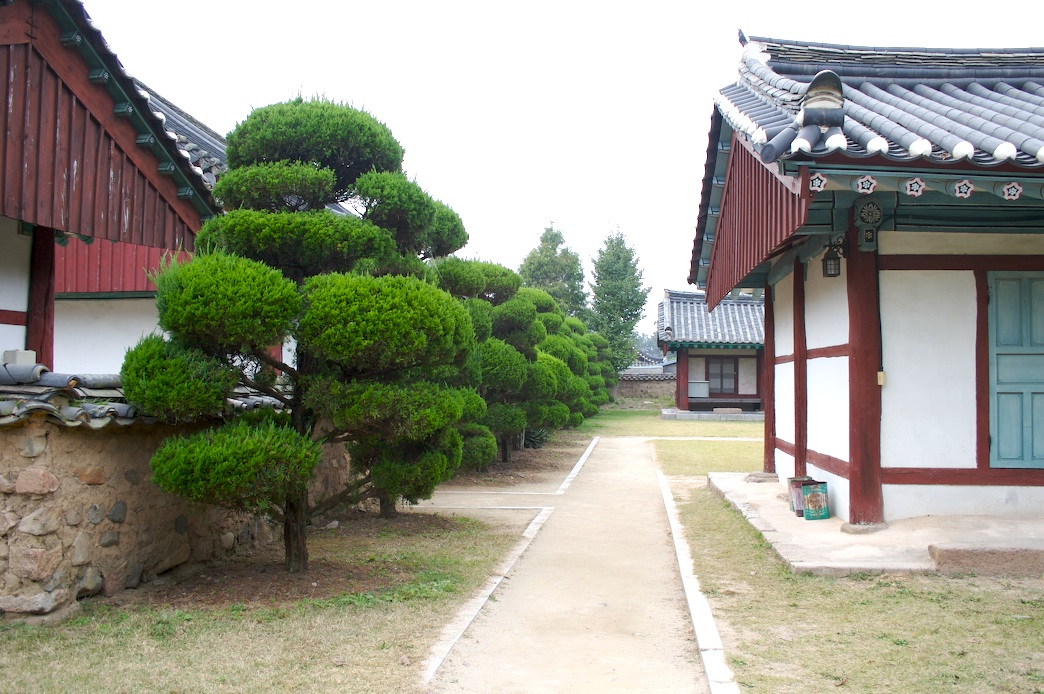
경주향교

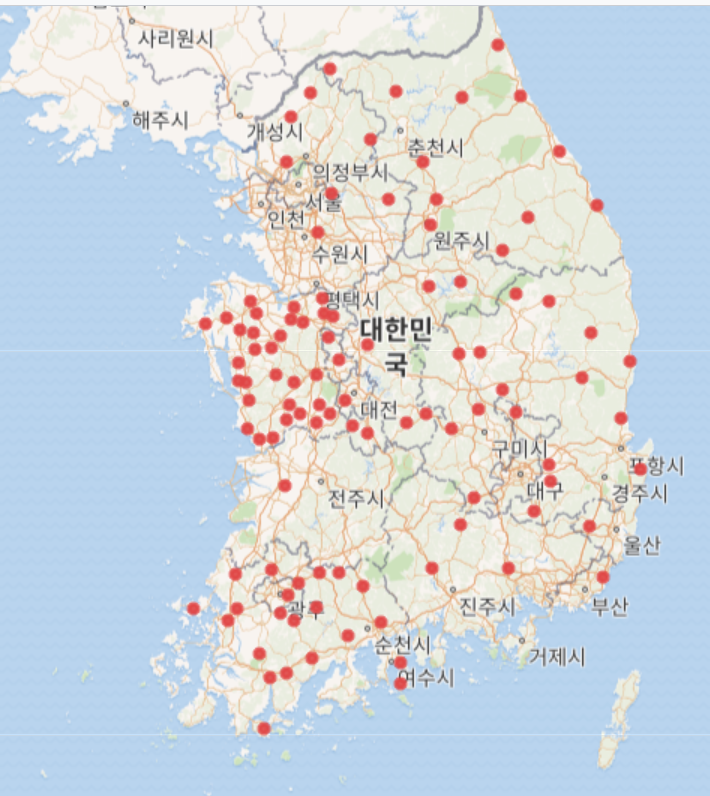

향교(鄕校)는 고려시대와 조선시대에 있었던 국립 지방 교육기관이다. 일명 교궁(校宮)·재궁(齋宮)이며, 고려시대에 처음 생겼을 때에는 향학(鄕學)이라 불렀다. 향교는 지방의 문묘와 그에 속한 학교로 구성된다.

## 고려의 향교
고려의 학제(學制)는 당나라 제도를 모방해 국립교육기관으로 중앙에는 국자감·동서학당을 두고 지방에는 국자감을 축소한 학교인 향학(鄕學)을 설치하여 지방 문화 향상에 이바지했다. 987년(성종 6) 경학박사(經學博士)·의학박사(醫學搏士)를 각 1명씩 보내어 교육을 담당케 했고, 992년(성종 11) 지방 주·군에 학교(州學)를 세워 생도에게 공부를 권장하였다.
1127년(인종 5) 3월에 여러 주(州)에 학(學)을 세워서 널리 도(道)를 가르치라는 조서(詔書)에 기인한다고 할 것이다. 학교의 제도는 공자(孔子)를 제사하는 문선왕묘(文宣王廟)를 중심으로 하여 강당으로서 명륜당(明倫堂)이 설치되었으며, 교사는 조교(助敎)라고 하였다. 의종 이후 국정이 문란하고 학제 또한 퇴폐하니 향교도 역시 쇠미(衰微)한 상태였다. 그 후 충숙왕은 학교를 진흥시키려고 이곡(李穀)으로 하여금 여러 군(郡)을 순력시켜서 향교를 부흥하기에 이르렀다.

## 조선의 향교
조선시대에는 1392년(태조 1)에 여러 도(道)와 안찰사(按察使)에 명하여 학교의 흥폐로서 지방관고과(地方官考課)의 법으로 삼고 크게 교학의 쇄신을 꾀하였다. 여기에서 부·목·군·현(府牧郡縣)에 각각 1교씩 설립하고 점차 전국에 이르게 되었다.
향교에는 문묘(文廟)·명륜당(明倫堂) 및 중국·한국의 선철(先哲)·선현(先賢)을 제사하는 동서양무(東西兩廡)·동서양재(東西兩齋)가 있다. 동서양재는 명륜당(강당)의 전면에 있으며 동재에는 양반, 서재에는 서류(庶流)를 두고 보통 내외 양사(兩舍)로 갈라진다. 내사에 있는 자는 내사생(內舍生)이라 하고, 외사에는 내사생을 뽑기 위한 증랑생(增廣生)을 두었다.
유생의 수는 부·목에 90인, 도호부(都護府)에 70인, 군에 50인, 현에 30인으로 정하고, 직원으로는 교수(敎授)·훈도(訓導) 각 1인, 소군(小郡)에는 훈도만을 두었으며, 또 교예(校隸)가 속하고 있었다. 또한 독서와 일과(日課)를 수령(守令)이 매월 관찰사에 보고하여 우수한 교관에게는 호역(戶役)을 양감(量感)하여 주었다. 향교에는 그 공수(公需)를 위하여 정부에서 학전(學田) 7결  5결을 지급하고 그 수세(收稅)로써 비용을 충당케 하였으나,  지방민으로부터 징수 또는 매수 등에 의한 많은 전지(田地)를 소유한 곳도 적지 않았다.
이들 향교는 중앙의 사학(四學)과 같다. 향교 입적자에게만 과거 응시의 자격이 주어졌으며, 소과에 입격하면 생원과 진사의 칭호를 받고 성균관에 입학하여 수학할 자격이 주어졌으며, 대과(문과)에 급제하여 관리의 길을 나갈 수 있었다.
1894년(고종 31) 말에 과거제도의 폐지와 함께 향교는 완전히 이름만이 남아 문묘를 향사(享祀)할 따름이었다.
이후 교육제도의 확립에 따라 각종 교육기관은 정비되었으며, 향교는 1911년 조선총독부령에 따라 문묘직원(文廟直員)을 명예직으로 두어 부윤 혹은 군수의 감독하에 두고 문묘를 지키고 서무(庶務)에 종사케 하였다. 학전, 지방 유림의 구림(鳩林) 등 향교재산은 대한제국 정부 학부(學部)의 소관으로 1900년(융희 4) 4월에 향교 재산관리규정을 정하고 부윤·군수로 하여금 정리케 하고 그 수입은 부·군내의 공립학교 또는 지정하는 학교의 경비 또는 문묘의 수리·향사비로 충당케 하였다. 1918년 조사에 따르면 향교의 총수 335, 소관 토지 48만 평이었다. 그 후 재산 관리규정은 폐기되어 공립학교의 경비에 사용되지 않고 문묘의 유지와 사회교화 사업의 시설에만 충당케 하였다.

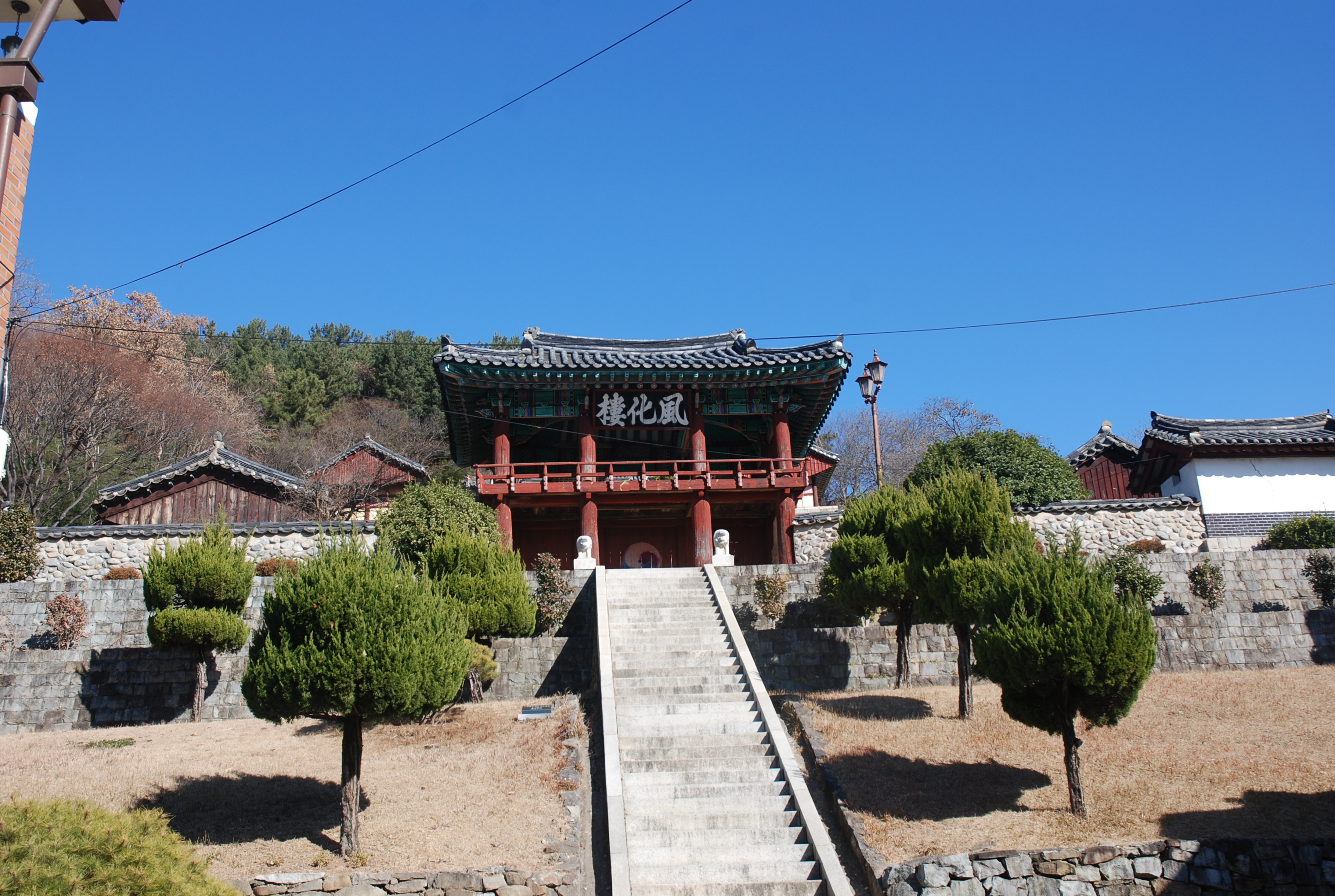
진주향교 외삼문 (문루)

## 건물 구조
전형적인 조선시대 향교 건물군은 유학 성현의 위패를 봉안하고 있는 제례 공간(대성전)과 실제 교육을 실시하는 강학 공간(명륜당), 그리고 학생들이 머무는 기숙 공간(동재, 서재)로 구분되었다. 강학 공간이 앞쪽(남쪽), 제례 공간이 뒤쪽(북쪽)에 있었기 때문에 이러한 공간 배치를 전학후묘(前學後廟)라고 한다.

### 제례 공간
- 대성전(大成殿) : 유교 선현의 위패를 모신 공간[1]
- 동무(東廡) : 유교 선현의 위패를 모신 부속 공간
- 서무(西廡) : 유교 선현의 위패를 모신 부속 공간
- 내삼문(內三門) : 대성전과 강학 공간을 구분하는 문

### 강학 공간
- 명륜당(明倫堂) : 강학(교육)을 실시하던 공간
- 동재(東齋) : 학생이 머무는 공간 (양반 계층)
- 서재(西齋) : 학생이 머무는 공간 (중인, 상민 계층)
- 외삼문(外三門) : 향교 정문[2]

### 기타 공간
- 제기고(祭器庫) : 제례 물품 보관 공간
- 수복사(守僕舍) : 향교 운영 인원 공간
- 고직사(庫直舍) : 향교 사무 인원 공간
- 홍살문(紅箭門) : 외삼문 앞에 붉은색 칠을 한 나무문을 세웠으며, 하마비를 두기도 하였다.

## 같이 보기
- 유교
- 한국의 유교
- 성균관
- 학당
- 서원
- 교동

## 참고 문헌
- 이 문서에는 다음커뮤니케이션(현 카카오)에서 GFDL 또는 CC-SA 라이선스로 배포한 글로벌 세계대백과사전의 내용을 기초로 작성된 글이 포함되어 있습니다.